# Ailok
Ailok (Ailoc) ist ein osttimoresischer Suco, der einen Stadtteil im Südosten der Landeshauptstadt Dili bildet.

## Geographie
Der Suco liegt im Südwesten des Verwaltungsamts Cristo Rei (Gemeinde Dili). Westlich liegen die Sucos Balibar und Lahane Oriental. Im Nordwesten grenzt Ailok an den Suco Becora, der in drei Territorien aufgeteilt ist. Die beiden anderen Teile Becoras liegen im Nordosten und im Südosten. Zwischen den beiden nördlichen Stücken Becoras bildet Ailok im Norden einen schmalen Korridor, der bis zum Suco Camea reicht. Zwischen dem mittleren Teil Becoras und seinem Südterritorium treffen Ailok und Camea erneut aufeinander, diesmal auf breiter Front entlang des Flussbetts des Benamauc, eines Quellfluss des Mota Claran, der nur in der Regenzeit Wasser führt.
Ailok wurde 2003 an den Suco Becora angegliedert, 2017 aber wieder ein eigenständiger Suco.
Der Suco teilt sich in vier Aldeias. Culau Laletec im Norden, Malboro/Maliqueo im Westen und Carau Mate im Osten. Quituto (Kitutu) nimmt die Mitte Ailoks ein.
Quituto, Carau Mate, Culau (Kulau) und Maliqueo (Malikeo) sind Ortschaften in Ailok. Im Norden reicht der Stadtrand von Dili in den Suco hinein.

## Einwohner

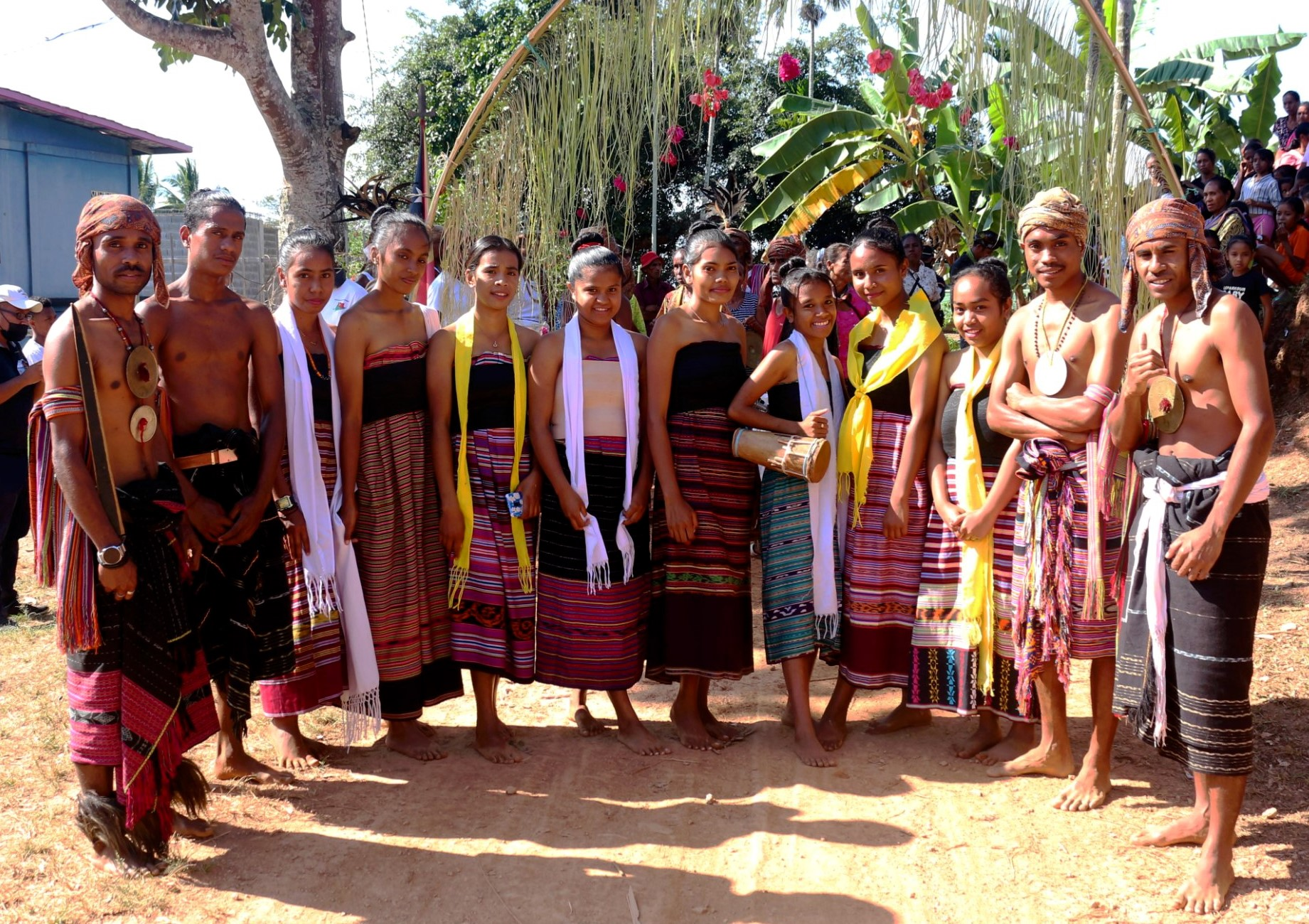
Einwohner Ailoks bei einer Feier (2022)

In Ailok leben 3.640 Einwohner (2022), davon sind 1.882 Männer und 1.758 Frauen. 2.088 von ihnen wohnen in einer urbanen Umgebung, 1.552 im ländlichen Teil des Sucos. Im Suco gibt es 601 Haushalte.

## Geschichte
Am 10. Juni 1980 griffen Kämpfer der FALINTIL mehrere Ziele in Dili an, darunter das Waffenlager der B-Kompanie des indonesischen Infanteriebataillons 744 in Becora. Infolgedessen wurden Bewohner der Stadtränder in Ailok und Balibar von den Indonesiern in Fatu Loda (Balibar) zusammengezogen, wo sie unter strengen Sicherheitsauflagen bis 1986 leben mussten. Folge dieser Einschränkungen waren mehrere Todesopfer. Wenn man die Zone verlassen wollte, musste man das beim Babinsa (dem militärischen Berater im lokalen Rat) melden. Zwischen 16 Uhr und 8 Uhr war der Ausgang komplett verboten.

## Politik
Die Nachwahlen für die neue Administration fanden im Mai 2017 statt. Die Wahl gewann Mario do Rego.